# Zapolje
Zapolje (oroszul: Заполье) falu Oroszországban, a Pszkovi területen, a Pljusszai járásban. Zapljuszje városi körzethez tartozik.
A 2002-es népszámlálás szerint lakossága 529 fő volt.

## Fordítás
- Ez a szócikk részben vagy egészben  a(z)   Զապոլե (գյուղ, Պլյուսկի շրջան) című örmény Wikipédia-szócikk ezen változatának fordításán alapul.  Az eredeti cikk szerkesztőit annak laptörténete sorolja fel. Ez a jelzés csupán a megfogalmazás eredetét és a szerzői jogokat jelzi, nem szolgál a cikkben szereplő információk forrásmegjelöléseként.